# Topfree

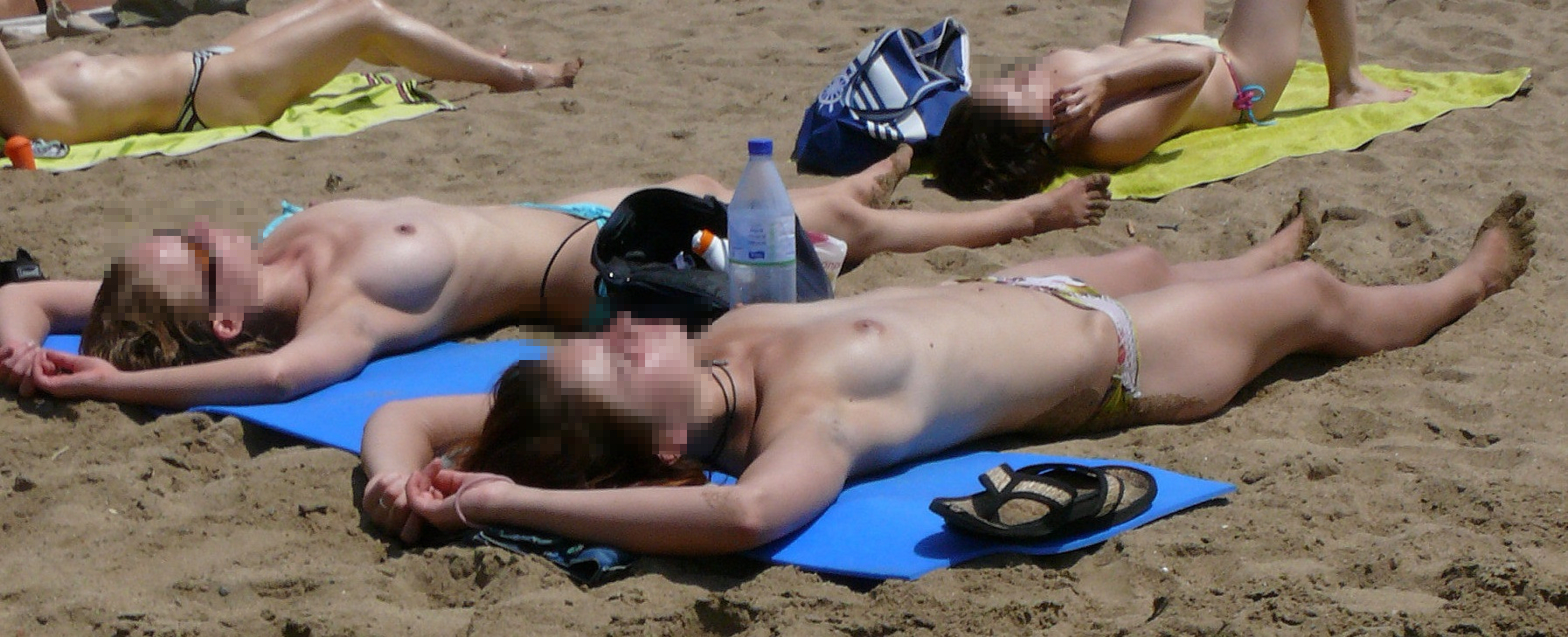
Topless su una spiaggia di Barcellona

Il topfree o topfreedom è un movimento sociale nato negli Stati Uniti che reclama la libertà per le donne di stare a petto nudo in tutti quei luoghi dove è permesso farlo agli uomini (spiagge, piscine, saune e parchi), anche se in principio non ha preclusione verso alcun luogo.

## Descrizione
Le ragioni della rivendicazione sono l'attuale necessità delle donne di appartarsi per motivi di allattamento al seno o di abbronzatura, inoltre la richiesta è per comodità e per una generica parità di diritti fra uomini e donne.
Il movimento preferisce in genere la dicitura topfree a quella di topless. Molte donne e attiviste del movimento si sono dovute confrontare con il problema che la loro rivendicazione e le loro azioni siano state fotografate e poi utilizzate tramite pubblicazione su internet su siti di carattere pornografico.
Il movimento nasce negli Stati Uniti ed è anche molto diffuso in Canada e in Australia. Il motivo risiede essenzialmente nel fatto che in tali culture il seno femminile è fortemente legato all'atto sessuale, benché dal punto di vista fisiologico non ci sia alcuna connessione fra il seno e la copulazione. Tale situazione porta a considerare l'esposizione del seno come atto offensivo della pubblica morale e indecente. In Europa, dove tale rigidità dei costumi è meno forte, la radicalizzazione del movimento è meno sentita.

## Azioni

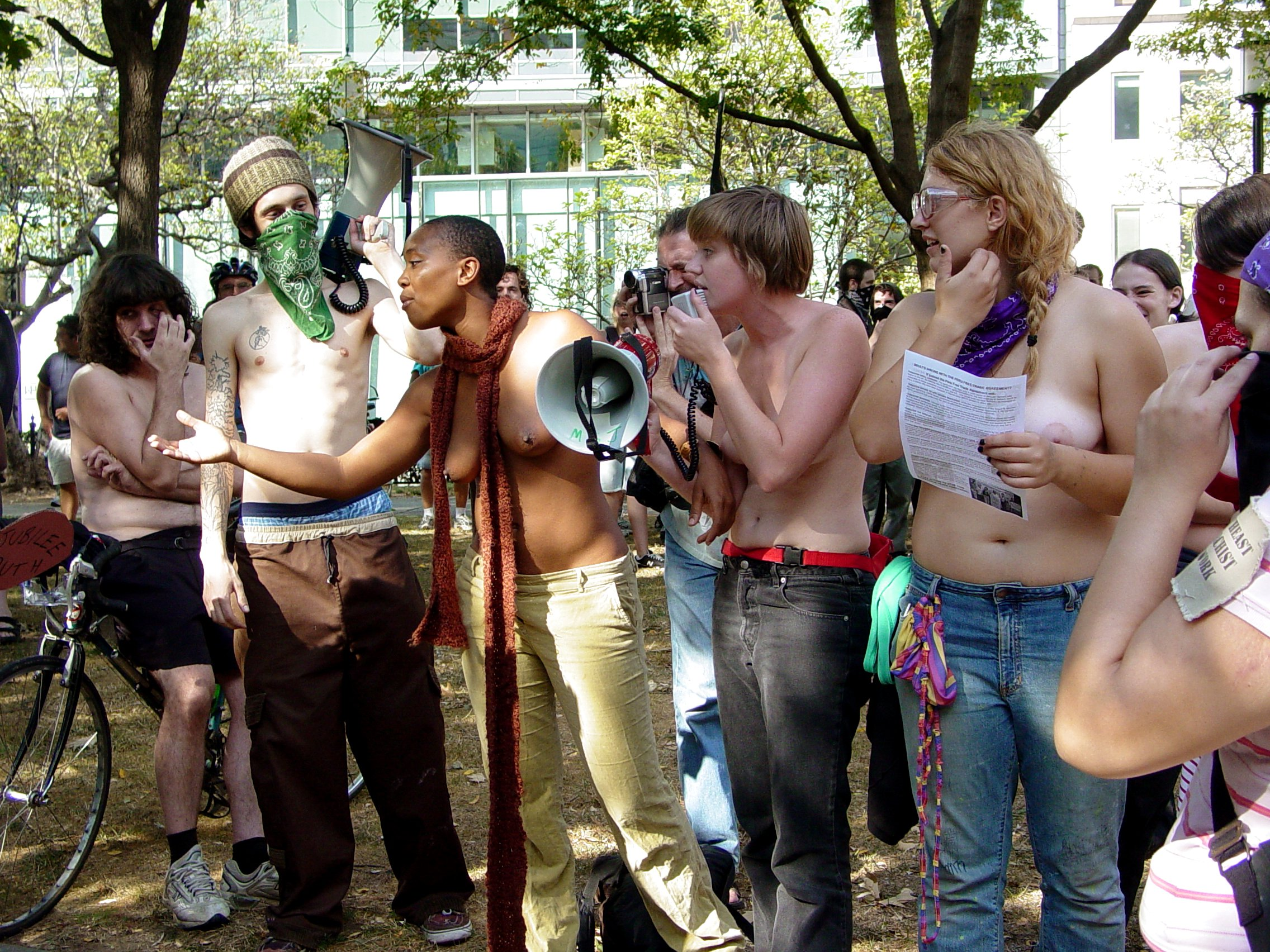
Protesta in topless

In sostegno alla campagna del topfree, il fotografo Jordan Matter ha pubblicato una serie di scatti di donne a seno nudo fotografate in giro per la città a New York. Tali foto si intendono come provocazione.
L'attivista Liana Johnsson ha difeso, nello stato della California, una serie di donne condannate per comportamento indecente per aver esposto i seni in situazioni quali l'allattamento o nell'atto di prendere il sole.
L'8 giugno 2000, Linda Meyer ha vinto un processo contro la città di Maple Ridge in Canada. Tale causa venne celebrata dopo diversi arresti di Linda per aver nuotato a seno nudo in una piscina coperta della città. Tale causa ha reso topfree l'intero stato della Columbia Britannica. Una causa dall'esito simile e con gli stessi esiti è stata celebrata in Ontario.
In Canada viene annualmente pubblicato un calendario, il Breast of Canada Calendar, sostenuto dal movimento.
In coincidenza con la Giornata internazionale della donna, l'8 marzo 2009 è stato indetto 2009 topfreedom day o National Gotopless Protest Day negli Stati Uniti.

## Luoghi topfree
Alcuni luoghi dispongono di una legislazione topfree (in cui l'esposizione del seno femminile è equiparata a quella del petto maschile). Molti di tali luoghi sono diventati topfree grazie ad azioni legali di attivisti del movimento o grazie al sostegno di avvocati del movimento a donne in causa con gli stati o le città citate. Spesso però in tali luoghi non è praticamente possibile praticare l'esposizione del seno anche a causa degli interventi della forza pubblica.

### Stati del continente nord americano
- Columbia Britannica (Canada)
- Manitoba (Canada)
- Ontario (Canada)
- Hawaii (USA)
- Maine (USA)
- Texas (USA)
- New York (USA)
- Ohio (USA)

### Luoghi minori
- Coste della California
- Alcune coste nei dintorni di Miami Beach, Florida
- Ashland in Oregon
- Boulder in Colorado
- Denver in Colorado
- Eugene in Oregon
- Happy Valley in Oregon
- Moscow in Idaho
- Portland in Oregon
- Washington